# Offizielle Deutsche Charts
Le Offizielle Deutsche Charts sono le classifiche musicali ufficiali tedesche, stilate dalla compagnia GfK Entertainment a nome della Bundesverband Musikindustrie (Federal Association of Phonographic Industry). Offizielle Deutsche Charts pubblica settimanalmente la classifica dei cento singoli e dei cento album più venduti in Germania, oltre che la classifica delle compilation, la Jazz Top-30, la Classic Top-20, la Schlager Longplay Top-20, la Music-DVD Top-20 e la official-Dance (ODC) Top-50 charts.
La GfK Entertainment (Media Control GfK International) è stata fondata nel 1976 e ha sede a Baden Baden.